# Igor Gomes (ur. 1999)
Igor Silveira Gomes (ur. 17 marca 1999 w São José do Rio Preto) – brazylijski piłkarz występujący na pozycji ofensywnego lub środkowego pomocnika, od 2023 roku zawodnik Atlético Mineiro.